# Acentrogobius audax
Acentrogobius audax és una espècie de peix de la família dels gòbids i de l'ordre dels perciformes present a Ibo (Moçambic), KwaZulu-Natal (Sud-àfrica) i el Japó. És inofensiu per als humans.
Els mascles poden assolir 10 cm de longitud total.
És un peix de clima subtropical i demersal.